# Barranc de Vivó
El barranc de Vivó és un curs d'aigua afluent de la Noguera Pallaresa per la dreta. Discorre totalment dins de l'antic terme de Guàrdia de Tremp, actualment pertanyent a Castell de Mur, del Pallars Jussà.
El seu origen és al vessant nord-est del Serrat Pedregós, i el riu, de poc recorregut, davalla cap al nord-est. S'aboca en la Noguera Pallaresa al nord de les Cases de l'Estació de Cellers. El Camí del Bosc discorre quasi del tot pel costat dret -sud-est- del barranc de Vivó.